# Feltrinelli Porta Volta
Feltrinelli Porta Volta, noto anche con il nome di piramidi in vetro di Herzog, è un complesso di due edifici disegnati dagli architetti Herzog & de Meuron e costruiti nella zona di Porta Volta a Milano.

## Storia
La progettazione dell'edificio, il primo a essere disegnato dallo studio elvetico nella città di Milano, è iniziata nel 2008 e finita nel 2013. La struttura è stata inaugurata il 13 dicembre 2016.

## Descrizione
L'edificio sorge vicino alle mura spagnole del 1500, nella zona tra Viale Pasubio e Viale Crispi.
Strutturalmente si presentano come due edifici dalla forma piramidale che si sviluppano orizzontalmente uno contiguo l'altro, ospitando rispettivamente uno la sede della Fondazione Feltrinelli e l'altro gli uffici di Microsoft Italia. 
L'edificio si estende su cinque piani occupando una superficie totale di 2 700 m²; dimensionalmente misura 188 metri di lunghezza e 32 di larghezza.
Esteticamente si caratterizza per la forma piramidale e per le ampie superfici esterne vetrate con la presenza di 1224 finestre, caratterizzato da uno stile architettonico contemporaneo.

## Riconoscimenti
- Mipim Award 2018 nella categoria “Best Office & Business Development”[6]